# Mohnzelten

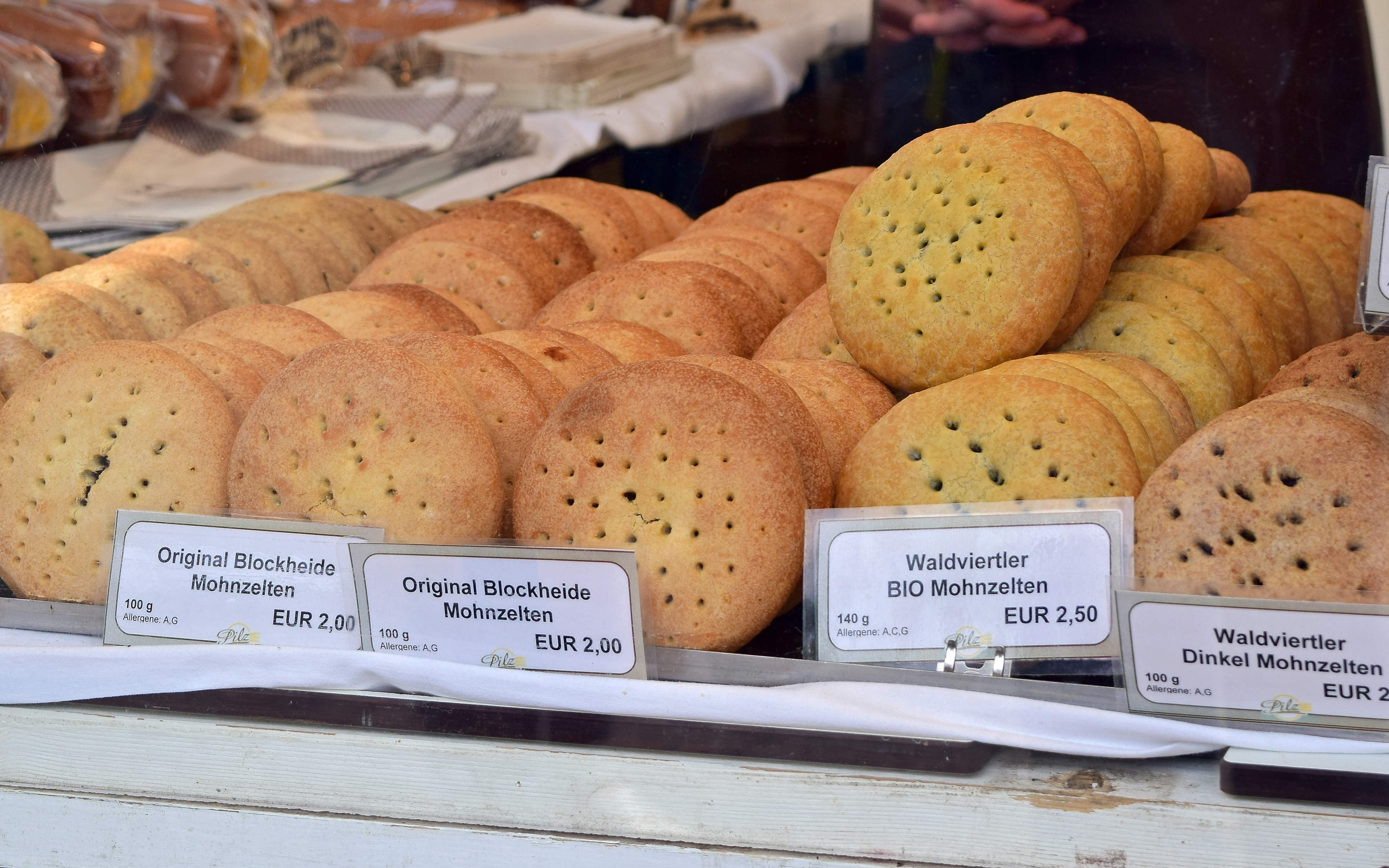
Ausgestellte Mohnzelten

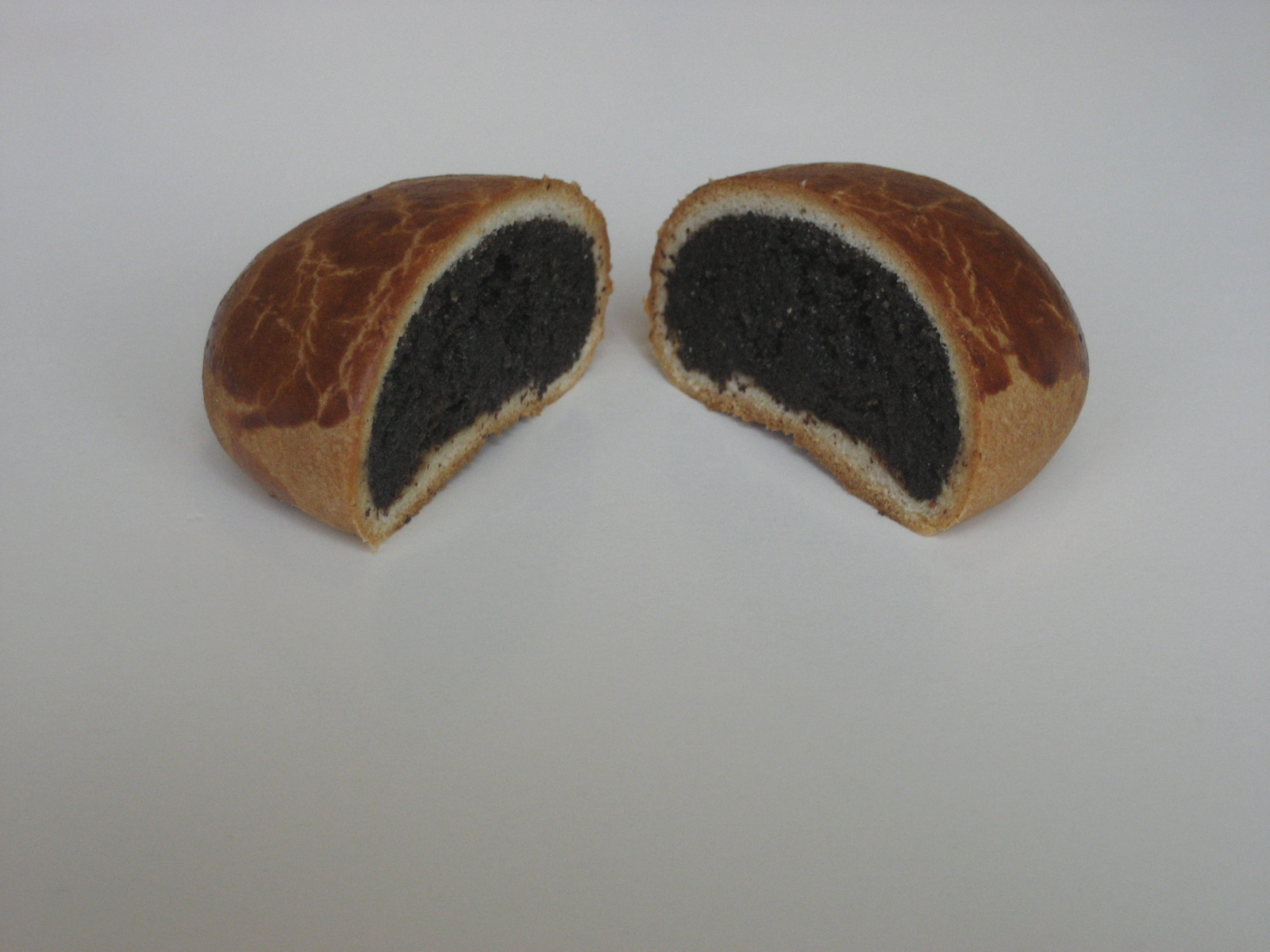
Mohnzelte von Innen

Die Mohnzelten sind ein Waldviertler Spezialitätengebäck aus der österreichischen Küche. Sie bestehen aus einer Hülle eines leichten Erdäpfel-Teigs (Teig auf Kartoffelbasis), die mit einer Mohn-Masse gefüllt und gebacken wird.